# Landesliga West (Tirol)
Die Landesliga West ist (zusammen mit der gleichklassigen Landesliga Ost) die zweithöchste Spielklasse Tirols und die fünfthöchste Spielklasse im österreichischen Herrenfußball. Der Meister steigt in die Tiroler Liga auf, der Letztplatzierte steigt in die Gebietsliga West ab. In der Saison 2019/20 konnte sich der SPG Silz/Mötz den Meistertitel sichern.

## Teilnehmer 2019/20
- SV Absam
- SV Fritzens
- Innsbrucker AC
- SPG Innsbruck West
- SV Landeck
- SV Matrei
- SC Oberperfuss
- SPG Prutz/Serfaus
- SV Reutte
- FC Schönwies/Mils
- FC Seefelder Plateau
- FC Stubai
- SV Thaur
- FC Vils